# Seznam hymen německých spolkových zemí

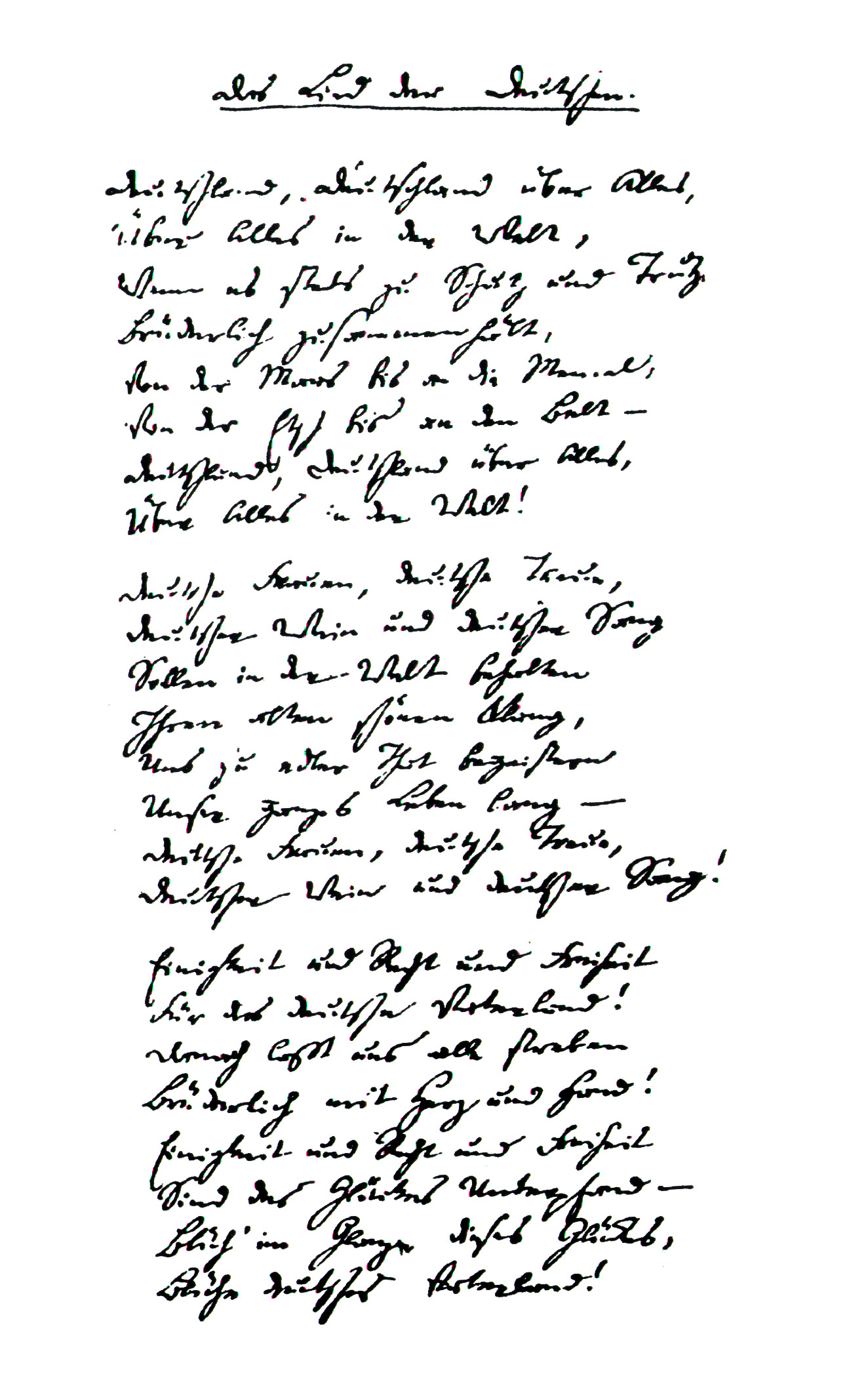
Faksimile zápisu Německé hymny

Seznam hymen německých spolkových zemí představuje přehled hymen šestnácti spolkových zemí Německa.
Oficiální státní hymny se ve Spolkové republice obvykle nepoužívají, a proto jde většinou o národní písně.  Výjimkou jsou země Bavorsko, Hesensko a Sársko. Tam jsou chráněny jako státní symboly § 90a trestního zákona. Také Hamburk má (zřejmě) oficiální hymnu.
| Umístění | Země                           | Hymna | Přijata                         | Audio |
| -------- | ------------------------------ | --- | ------------------------------- | ----- |
|          | Bavorsko                       | Bavorská hymna Gott mit dir, du Land der Bayern Bůh s tebou, země Bavorů                                       | 1946                            |       |
|          | Bádensko-Württembersko         | Bádensko-Württemberská hymna Lied der Baden-Württemberger Land der Hügel, Land der Wälder und des Weines       | neoficiální                     |       |
|          | Berlín                         | Berlínská hymna Berliner Luft Paul-Lincke-Lied                                                                 | neoficiální                     |       |
|          | Braniborsko                    | Braniborská hymna Märkische Heide, märkischer Sand                                                             | neoficiální                     |       |
|          | Brémy                          | Brémská hymna Der Bremer Schlüssel                                                                             | neoficiální                     |       |
|          | Dolní Sasko                    | Dolnosaská hymna Das Lied der Niedersachsen                                                                    | neoficiální                     |       |
|          | Durynsko                       | Durynská hymna Thüringen, holdes Land Rennsteiglied                                                            | neoficiální                     |       |
|          | Hamburk                        | Hamburská hymna Stadt Hamburg an der Elbe Auen, auch Hammonia genannt                                          | zřejmě oficiální                |       |
|          | Hesensko                       | Hesenská hymna Hessenlied                                                                                      | 2009                            |       |
|          | Meklenbursko-Přední Pomořansko | Hymna Meklenburska-Předního Pomořanska Mein Mecklenburg-Vorpommern Du bist meine Heimat, der Platz, wo ich leb | neoficiální                     |       |
|          | Porýní-Falc                    | |                                 |       |
|          | Severní Porýní-Vestfálsko      | Hymna Severního Porýní-Vestfálska Lied für NRW Hier an Rhein und Ruhr und in Westfalen                         | neoficiální                     |       |
|          | Sasko                          | Saská hymna Sachsenlied Lied der Sachsen Sachsenhymne                                                          | neoficiální                     |       |
|          | Sasko-Anhaltsko                | Sasko-Anhaltská hymna Lied für Sachsen-Anhalt                                                                  | neoficiální                     |       |
|          | Sársko                         | Sárská hymna Ich rühm’ dich, du freundliches Land an der Saar Saarlandlied Saarlied                            | 2003, do roku 1957 státní hymna |       |
|          | Šlesvicko-Holštýnsko           | Šlesvicko-Holštýnská hymna Schleswig-Holstein meerumschlungen Wanke nicht, mein Vaterland                      | neoficiální                     |       |